# Gladsaxe Ringvej
Gladsaxe Ringvej  ofte benævnt O3 er en firesporet ringvej, der går igennem det vestlige København. 
Vejen er en del af Ring 3, der går fra Ishøj Strandvej til Motorring 3 E47/E55, og er med til at lede den tung trafikken som kører nord/syd om byen.
Vejen forbinder Herlev Ringvej i syd med Buddingvej i nord, og har forbindelse til, Motorring 3 E47/E55, Hillerødmotorvejen primærrute 16, Gladsaxe Møllevej og Gladsaxevej.